# Franz Rudolf Lux
Franz Rudolf Lux (* 9. April 1926 in Weißbach, Tschechoslowakei; † 6. Juni 2021 in München) war ein deutscher Chemiker.

## Leben
Franz Lux studierte Chemie an der Technischen Hochschule München. 1958 promovierte er bei Walter Hieber am Institut für Anorganische Chemie mit der Dissertation „Magnetochemie neuartiger Metall-Kohlendioxid-Komplexe“. Seit 1958 war er am Institut für Radiochemie der Technischen Hochschule München tätig, wo er 1964 mit einer Arbeit auf dem Gebiet der Aktivierungsanalyse habilitierte. 1970 wurde er außerplanmäßiger Professor an der Hochschule, die im selben Jahr in Technische Universität München umbenannt worden war.

## Schriften (Auswahl)
- Zur Magnetochemie neuartiger Metall-Kohlenoxyd-Komplexe. München 1958, OCLC 867410771.
- Die aktivierungsanalytische Silberbestimmung in Stoffen mit hohem Cadmiumgehalt. Ein Beitrag zum Problem der Neutronenaktivierungsanalyse bei extremer Störung durch die Matrix. München 1964, OCLC 74075283.